# 小行星8194
小行星8194（英語：8194 Satake）是一颗围绕太阳公转的小行星。1993年9月16日，圓舘金、渡邊和郎在北见发现了此天体。
这颗小行星的绝对星等为286.3687903141539等。